# La Faute-sur-Mer
La Faute-sur-Mer és un municipi francès situat al departament de Vendée i a la regió de País del Loira. L'any 2007 tenia 1.001 habitants.

## Demografia

### Població
El 2007 la població de fet de La Faute-sur-Mer era de 1.001 persones. Hi havia 492 famílies de les quals 159 eren unipersonals (48 homes vivint sols i 111 dones vivint soles), 230 parelles sense fills, 75 parelles amb fills i 28 famílies monoparentals amb fills.
La població ha evolucionat segons el següent gràfic:
Habitants censats

### Habitatges
El 2007 hi havia 3.743 habitatges, 496 eren l'habitatge principal de la família, 3.219 eren segones residències i 28 estaven desocupats. 2.572 eren cases i 291 eren apartaments. Dels 496 habitatges principals, 366 estaven ocupats pels seus propietaris, 115 estaven llogats i ocupats pels llogaters i 14 estaven cedits a títol gratuït; 1 tenia una cambra, 24 en tenien dues, 111 en tenien tres, 150 en tenien quatre i 210 en tenien cinc o més. 420 habitatges disposaven pel capbaix d'una plaça de pàrquing. A 300 habitatges hi havia un automòbil i a 142 n'hi havia dos o més.

### Piràmide de població
La piràmide de població per edats i sexe el 2009 era:
| Homes | Edats   | Dones |
| ----- | ------- | ----- |
| 0     | 95 o +  | 0     |
| 0     | 90 a 94 | 0     |
| 12    | 85 a 89 | 8     |
| 8     | 80 a 84 | 4     |
| 32    | 75 a 79 | 44    |
| 24    | 70 a 74 | 32    |
| 48    | 65 a 69 | 32    |
| 44    | 60 a 64 | 60    |
| 40    | 55 a 59 | 52    |
| 32    | 50 a 54 | 28    |
| 32    | 45 a 49 | 24    |
| 8     | 40 a 44 | 28    |
| 28    | 35 a 39 | 16    |
| 28    | 30 a 34 | 36    |
| 12    | 25 a 29 | 20    |
| 8     | 20 a 24 | 12    |
| 12    | 15 a 19 | 28    |
| 36    | 10 a 14 | 28    |
| 32    | 5 a 9   | 12    |
| 20    | 0 a 4   | 4     |

## Economia
El 2007 la població en edat de treballar era de 550 persones, 336 eren actives i 214 eren inactives. De les 336 persones actives 289 estaven ocupades (156 homes i 133 dones) i 47 estaven aturades (19 homes i 28 dones). De les 214 persones inactives 119 estaven jubilades, 28 estaven estudiant i 67 estaven classificades com a «altres inactius».

### Ingressos
El 2009 a La Faute-sur-Mer hi havia 548 unitats fiscals que integraven 1.047 persones, la mediana anual d'ingressos fiscals per persona era de 20.033 €.

### Activitats econòmiques
Dels 123 establiments que hi havia el 2007, 1 era d'una empresa alimentària, 14 d'empreses de construcció, 39 d'empreses de comerç i reparació d'automòbils, 3 d'empreses de transport, 36 d'empreses d'hostatgeria i restauració, 4 d'empreses financeres, 11 d'empreses immobiliàries, 4 d'empreses de serveis, 3 d'entitats de l'administració pública i 8 d'empreses classificades com a «altres activitats de serveis».
Dels 47 establiments de servei als particulars que hi havia el 2009, 1 era una oficina bancària, 1 paleta, 2 guixaires pintors, 1 fusteria, 3 lampisteries, 2 electricistes, 1 empresa de construcció, 2 perruqueries, 25 restaurants, 6 agències immobiliàries i 3 salons de bellesa.
Dels 19 establiments comercials que hi havia el 2009, 1 era una botiga de menys de 120 m², 3 fleques, 1 una carnisseria, 1 una botiga de congelats, 2 peixateries, 3 llibreries, 5 botigues de roba, 1 una botiga d'equipament de la llar, 1 una sabateria i 1 una botiga de material esportiu.

## Història
El seu alcalde René Marratier fou condemnat a presó per amagar el perill d'inundació, causant de manera indirecte la mort per ofegament de 29 persones durant el Cicló extratropical Xynthia de 2010.

## Equipaments sanitaris i escolars
L'únic equipament sanitari que hi havia el 2009 era una farmàcia.
El 2009 hi havia una escola elemental.

## Poblacions més properes
El següent diagrama mostra les poblacions més properes.